# Daredevil (televisieserie)
Marvel's Daredevil, of kortweg Daredevil, is een Amerikaanse televisieserie. De reeks, die gebaseerd is op de gelijknamige superheld van Marvel, werd ontwikkeld door Drew Goddard. Op 10 april 2015 ging het eerste seizoen in première op de streamingdienst Netflix. De reeks werd in 2018 na drie seizoenen geannuleerd. Het titelpersonage wordt vertolkt door Charlie Cox.
In maart 2025 werd de serie op streamingdienst Disney+ opgevolgd door de serie Daredevil: Born Again, hierbij keerde het grootste deel van de hoofdrolspelers terug.

## Productie
Op 10 oktober 2012 verloor 20th Century Fox de filmrechten op het personage Daredevil aan Marvel Studios. Een jaar later raakte bekend dat Marvel vier tv-series en een miniserie aan het ontwikkelen was. In november 2013 kondigden Marvel en moederbedrijf Disney aan dat de streamingdienst Netflix vier series zou maken rond de personages Daredevil, Jessica Jones, Iron Fist en Luke Cage. Deze vier series vormden de aanloop naar een miniserie over The Defenders.

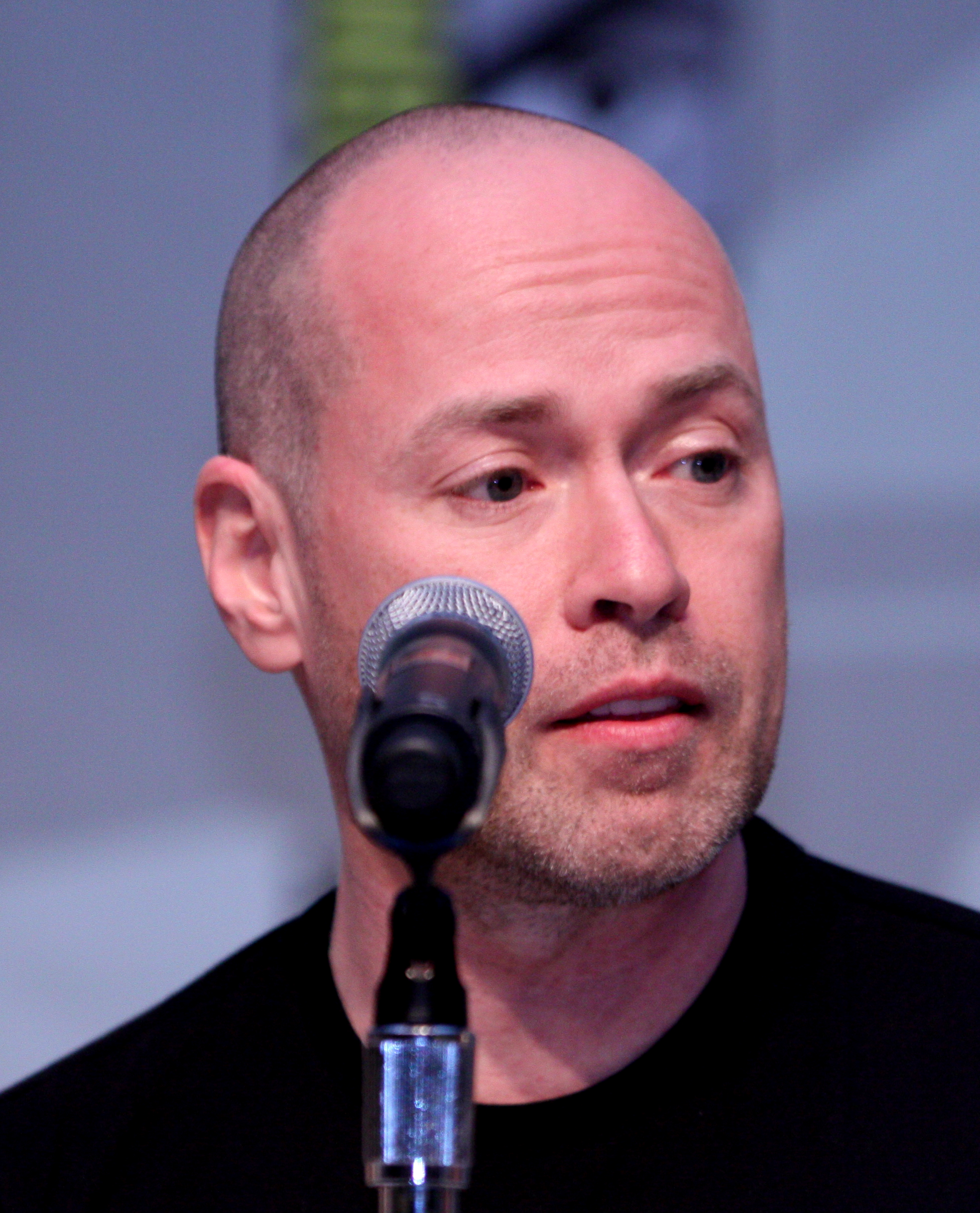
In mei 2014 werd showrunner Drew Goddard vervangen door Steven S. DeKnight (foto). Voor het tweede seizoen werd DeKnight zelf opgevolgd door Doug Petrie en Marco Ramirez.

Drew Goddard werd in dienst genomen om de Netflix-serie te ontwikkelen en de pilot te schrijven en regisseren. In mei 2014 stapte Goddard op om de superheldenfilm Sinister Six van Sony Pictures Entertainment te regisseren. Goddard, die de eerste twee afleveringen van de serie had geschreven, werd uiteindelijk opgevolgd door Steven S. DeKnight.
Eind mei 2014 werd Charlie Cox gecast als Daredevil. Op 10 juni werd bekendgemaakt dat Vincent D'Onofrio in de huid zou kruipen van Wilson Fisk. Tien dagen later werd ook Rosario Dawson aan de cast toegevoegd. In de daaropvolgende weken werden Elden Henson en Deborah Ann Woll gecast als respectievelijk Foggy Nelson en Karen Page.
De opnames van de serie vonden plaats in New York en gingen in juli 2014 van start. Producent Joe Quesada verklaarde dat buurten uit Brooklyn en Long Island City gebruikt werden om het oude Hell's Kitchen te representeren. Op 21 december 2014 zat de productie erop.
In januari 2015 werd de eerste poster van de reeks vrijgegeven, een maand later volgde een teaser trailer. In maart 2015 verscheen de eerste trailer van de serie.
Zo'n tien dagen na de première van het eerste seizoen zette Netflix het licht op groen voor een tweede seizoen. Het nieuwe seizoen ging in maart 2016 in première en werd ontwikkeld door Doug Petrie en Marco Ramirez, die DeKnight vervingen als showrunner van de reeks.
In oktober 2018 ging het derde seizoen van Daredevil in première. Een maand later werd de reeks geannuleerd.

## Marvel Cinematic Universe
Daredevil maakt deel uit van de Marvel Cinematic Universe en speelt zich af na de gebeurtenissen in de film The Avengers (2012). Op Netflix werd Daredevil gevolgd door de series Jessica Jones, Luke Cage en Iron Fist. De vier tv-reeksen vormen samen de aanloop naar de miniserie The Defenders.

## Verhaal
Matt Murdock is een advocaat die in zijn jeugd blind raakte als gevolg van een ongeluk. Maar omdat hij sindsdien over versterkte zintuigen beschikt, vermomt hij zich 's nachts als de superheld Daredevil om de straten van Hell's Kitchen veilig te houden.

## Rolverdeling

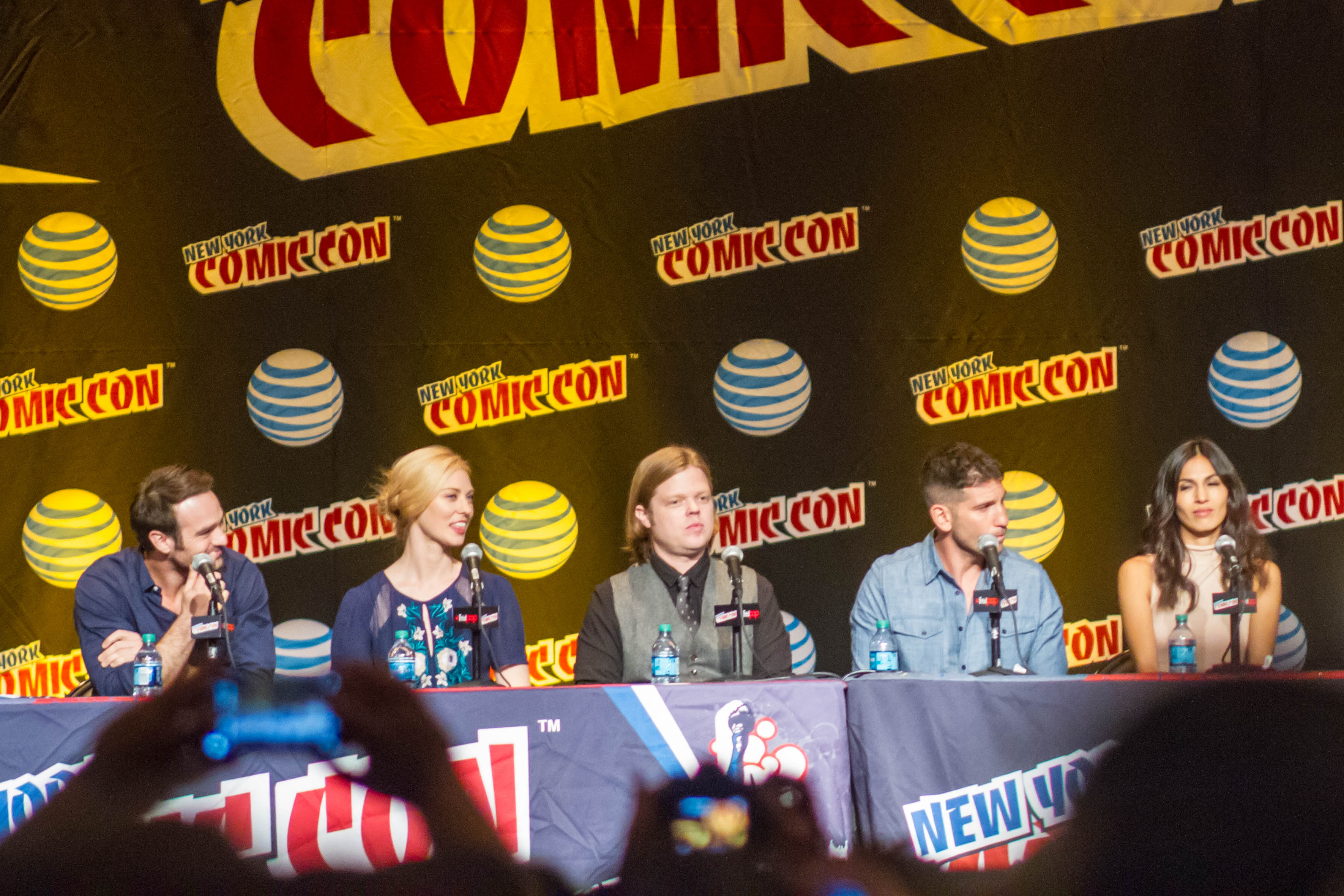
De hoofdcast van seizoen 2.

Legenda
 = Hoofdrol
 = Bijrol
 = Geen rol
| Acteur / actrice     | Personage                            | S1      | S2      | S3      |
| -------------------- | ------------------------------------ | ------- | ------- | ------- |
| Charlie Cox          | Matt Murdock / Daredevil             | 13 afl. | 13 afl. | 13 afl. |
| Deborah Ann Woll     | Karen Page                           | 13 afl. | 13 afl. | 13 afl. |
| Elden Henson         | Foggy Nelson                         | 13 afl. | 13 afl. | 13 afl. |
| Vincent D'Onofrio    | Wilson Fisk / Kingpin                | 11 afl. | 3 afl.  | 13 afl. |
| Toby Leonard Moore   | James Wesley                         | 10 afl. |         |         |
| Ayelet Zurer         | Vanessa Marianna                     | 9 afl.  |         | 2 afl.  |
| Vondie Curtis-Hall   | Ben Urich                            | 9 afl.  |         |         |
| Bob Gunton           | Leland Owlsley                       | 9 afl.  |         |         |
| Rosario Dawson       | Claire Temple                        | 5 afl.  | 3 afl.  |         |
| Royce Johnson        | Brett Mahoney                        | 6 afl.  | 8 afl.  | 3 afl.  |
| Geoffrey Cantor      | Mitchell Ellison                     | 5 afl.  | 5 afl.  | 3 afl.  |
| Peter McRobbie       | Father Lantom                        | 5 afl.  | 1 afl.  | 4 afl.  |
| Peter Shinkoda       | Nobu Yoshioka                        | 5 afl.  | 4 afl.  |         |
| Susan Varon          | Josie                                | 5 afl.  | 4 afl.  |         |
| Rob Morgan           | Turk Barrett                         | 5 afl.  | 2 afl.  |         |
| Wai Ching Ho         | Madame Gao                           | 5 afl.  | 1 afl.  |         |
| Daryl Edwards        | Detective Hoffman                    | 5 afl.  |         |         |
| Amy Rutberg          | Marci Stahl                          | 4 afl.  | 2 afl.  | 7 afl.  |
| Nikolai Nikolaeff    | Vladimir Ranskahov                   | 4 afl.  |         |         |
| Chris Tardio         | Detective Blake                      | 4 afl.  |         |         |
| Adriane Lenox        | Doris Urich                          | 4 afl.  |         |         |
| Tommy Walker         | Francis                              | 4 afl.  |         |         |
| Matt Gerald          | Melvin Potter                        | 3 afl.  | 3 afl.  | 1 afl.  |
| Suzanne H. Smart     | Shirley Benson                       | 3 afl.  | 1 afl.  |         |
| Skylar Gaertner      | Jonge Matt Murdock                   | 2 afl.  |         | 2 afl.  |
| John Patrick Hayden  | Jack Murdock                         | 2 afl.  |         | 1 afl.  |
| Pat Kiernan          | Zichzelf                             | 2 afl.  | 1 afl.  |         |
| Gideon Emery         | Anatoly Ranskahov                    | 2 afl.  |         |         |
| Scott Glenn          | Stick                                | 1 afl.  | 4 afl.  |         |
| Kevin Nagle          | Roscoe Sweeney                       | 1 afl.  | 1 afl.  |         |
| Domenick Lombardozzi | Bill Fisk                            | 1 afl.  |         |         |
| Jon Bernthal         | Frank Castle / Punisher              |         | 12 afl. |         |
| Élodie Yung          | Elektra Natchios                     |         | 10 afl. |         |
| Stephen Rider        | Blake Tower                          |         | 7 afl.  | 4 afl.  |
| Michelle Hurd        | Samantha Reyes                       |         | 6 afl.  |         |
| Ron Nakahara         | Hirochi                              |         | 5 afl.  |         |
| John Pirkis          | Stan Gibson                          |         | 5 afl.  |         |
| McCaleb Burnett      | Grotto                               |         | 3 afl.  |         |
| Danny Johnson        | Benjamin Donovan                     |         | 2 afl.  | 4 afl.  |
| Clancy Brown         | Colonel Ray Schoonover               |         | 2 afl.  |         |
| Carrie-Anne Moss     | Jeri Hogarth                         |         | 1 afl.  |         |
| Tony Curran          | Finn                                 |         | 1 afl.  |         |
| Jay Ali              | Ray Nadeem                           |         |         | 12 afl. |
| Wilson Bethel        | Benjamin "Dex" Poindexter / Bullseye |         |         | 11 afl. |
| Joanne Whalley       | Sister Maggie Grace                  |         |         | 9 afl.  |
| Kate Udall           | Tammy Hattley                        |         |         | 9 afl.  |
| Sunita Deshpande     | Seema Nadeem                         |         |         | 8 afl.  |
| Joe Jones            | Felix Manning                        |         |         | 7 afl.  |
| Peter Halpin         | Theo Nelson                          |         |         | 5 afl.  |
| Kelly McAndrew       | Mrs. Shelby                          |         |         | 5 afl.  |
| Lee Tergesen         | Paxton Page                          |         |         | 2 afl.  |
| Matt Deangelis       | Jasper Evans                         |         |         | 2 afl.  |
| Annabella Sciorra    | Rosalie Carbone                      |         |         | 2 afl.  |
| Jack DiFalco         | Kevin Page                           |         |         | 1 afl.  |